# Christian Rosenbohm
Christian Rosenbohm (* 6. August 1878 in Kleinendorf; † 4. Juni 1948 in Lübbecke) war ein sozialdemokratischer Politiker.
Er war von 1922 bis 1933 Kreisvorsitzender der SPD im Kreis Lübbecke.
Rosenbohm war von 1927 bis 1938 städtischer Arbeiter bei der Stadt Lübbecke. Nachdem er aus politischen Gründen entlassen worden war, war er als selbstständiger Tabakhändler tätig.
Er gehörte 1928 und 1929 dem Provinziallandtag für Westfalen an. 
Zwischen 1945 und 1947 war Rosenbohm erneut Kreisvorsitzender der SPD im Kreis Lübbecke. Im Jahr 1946 war Rosenbohm Mitglied des Provinzialrates Westfalen und in der ersten Ernennungsperiode des ernannten Landtags von Nordrhein-Westfalen.
Als er im Juni 1948 starb, verlor die SPD des Kreises Lübbecke eine ihrer profiliertesten Persönlichkeiten aus der Weimarer Zeit.